# Spalacidae
Spalacidae (v publicistiki včasih poimenovani krtje podgane po angleškem imenu mole rats) so družina glodavcev, razširjenih po Starem svetu, ki jih druži podzemni (fosorialni) ali pol-podzemni (semifosorialni) način življenja. Vanjo združujemo štiri raznolike skupine s skupno 36 vrstami, ki jih obravnavamo na ravni poddružin: cokorje, podgane koreninarice, slepa kužeta in afriške podgane koreninarice.
Te živali imajo številne prilagoditve na življenje pod zemljo in kopanje rovov, kot so čokato telo s kratkimi okončinami, vsaj delno zakrneli uhlji in oči, gost kožuh idr. Večina predstavnikov koplje s sekalci, ki v ta namen izraščajo naprej in štrlijo ven tudi ko ima žival zaprta usta, razen pri cokorjih, ki kopljejo s sprednjimi nogami. Najmanjši predstavniki zrastejo le malo več kot 10 cm v dolžino in tehtajo 100 g, največji pa so velikosti manjšega psa s skoraj pol metra telesne dolžine in 4 kg mase.
Za razliko od drugih glodavcev so to samotarske živali, ki se združujejo v pare le za parjenje. Vsaka žival si izkoplje sistem rovov za prehranjevanje in počivanje, vključno s kamricami za iztrebljanje in za shranjevanje zalog. Prehranjujejo se izključno z rastlinsko hrano – običajno obžirajo sočne podzemne dele rastlin, kot so gomolji, lahko pa tudi potegnejo celotno rastlino pod zemljo. Le nekateri občasno iščejo hrano na površju. Živijo v območjih z vlažno ali delno peščeno prstjo in jih ne najdemo v puščavah.
Družina je razširjena po večjem delu starega sveta, od vzhodnega dela Afrike prek vzhoda Sredozemlja in Srednje Azije do juga Sibirije in Jugovzhodne Azije.

## Taksonomija
Taksonomija sorodstva miši, kamor uvrščamo družino Spalacidae, je težavna in številni avtorji so posamezne poddružine uvrščali kar neposredno v družino miši, saj je dolgo veljalo, da so podobnosti v telesni zgradbi le posledica prilagoditev na podoben način življenja (kot zgled konvergenčne evolucije). Vendar pa imajo številne anatomske podobnosti v zgradbi lobanje in preostanka skeleta ter mišičja. Poleg tega je v začetku 21. stoletja več filogenetskih analiz sorodstva miši potrdilo, da štiri poddružine tvorijo naravno sorodstveno skupino (klad), zato jo taksonomi zdaj obravnavajo kot samostojno družino.
- Spalacidae
  - poddružina cokorji (Myospalacinae)
  - poddružina podgane koreninarice (Rhizomyinae)
  - poddružina slepa kužeta (Spalacinae)
  - poddružina afriške podgane koreninarice (Tachyoryctinae)